# Schenk von Schmittburg

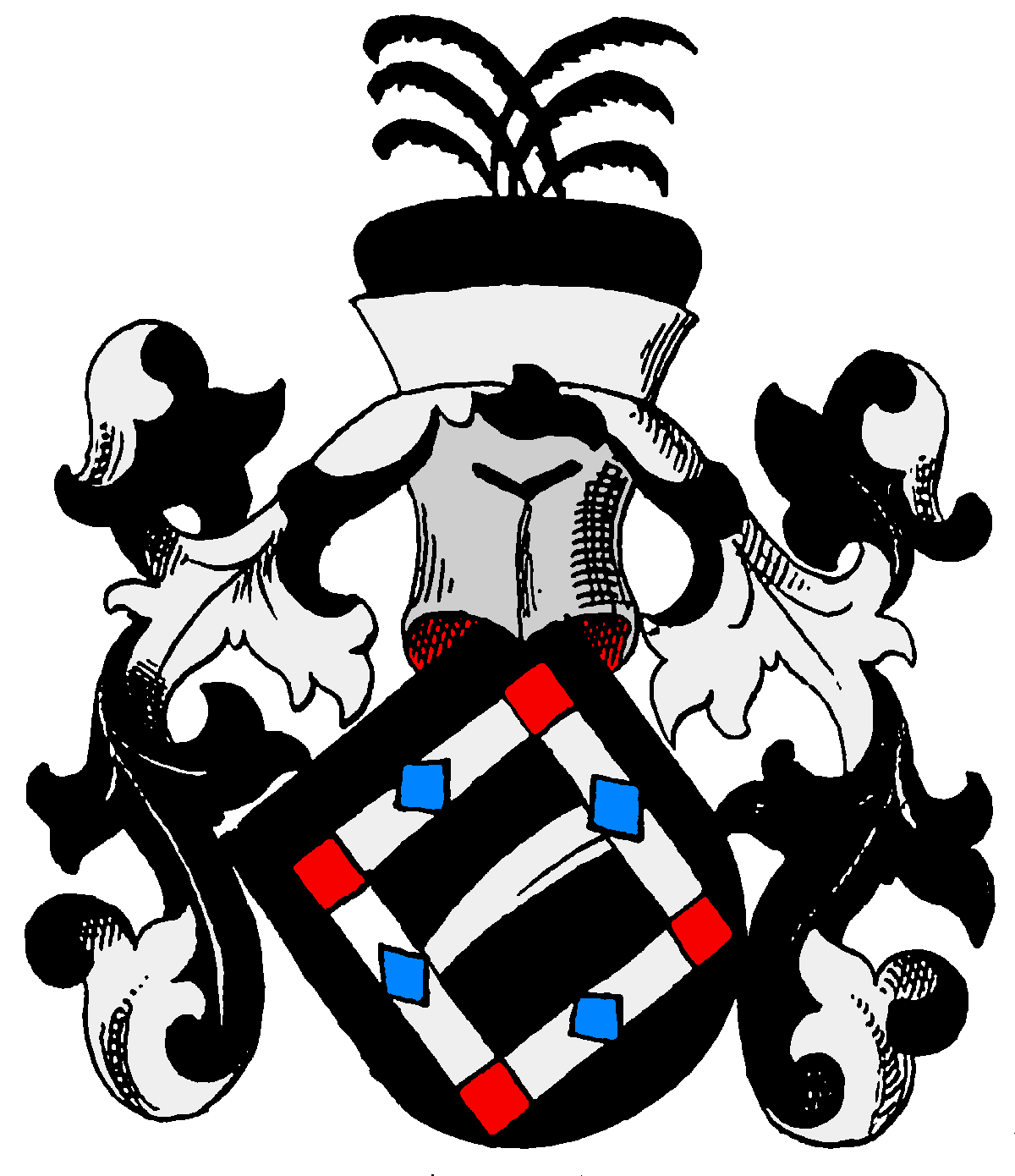
Wappen der Schenk von Schmittburg

Die Familie Schenk von Schmittburg (Schmidtburg) ist ein Freiherrengeschlecht aus dem Hunsrück, dessen Ursprung auf der gleichnamigen Burg bei Schneppenbach liegt.

## Geschichte

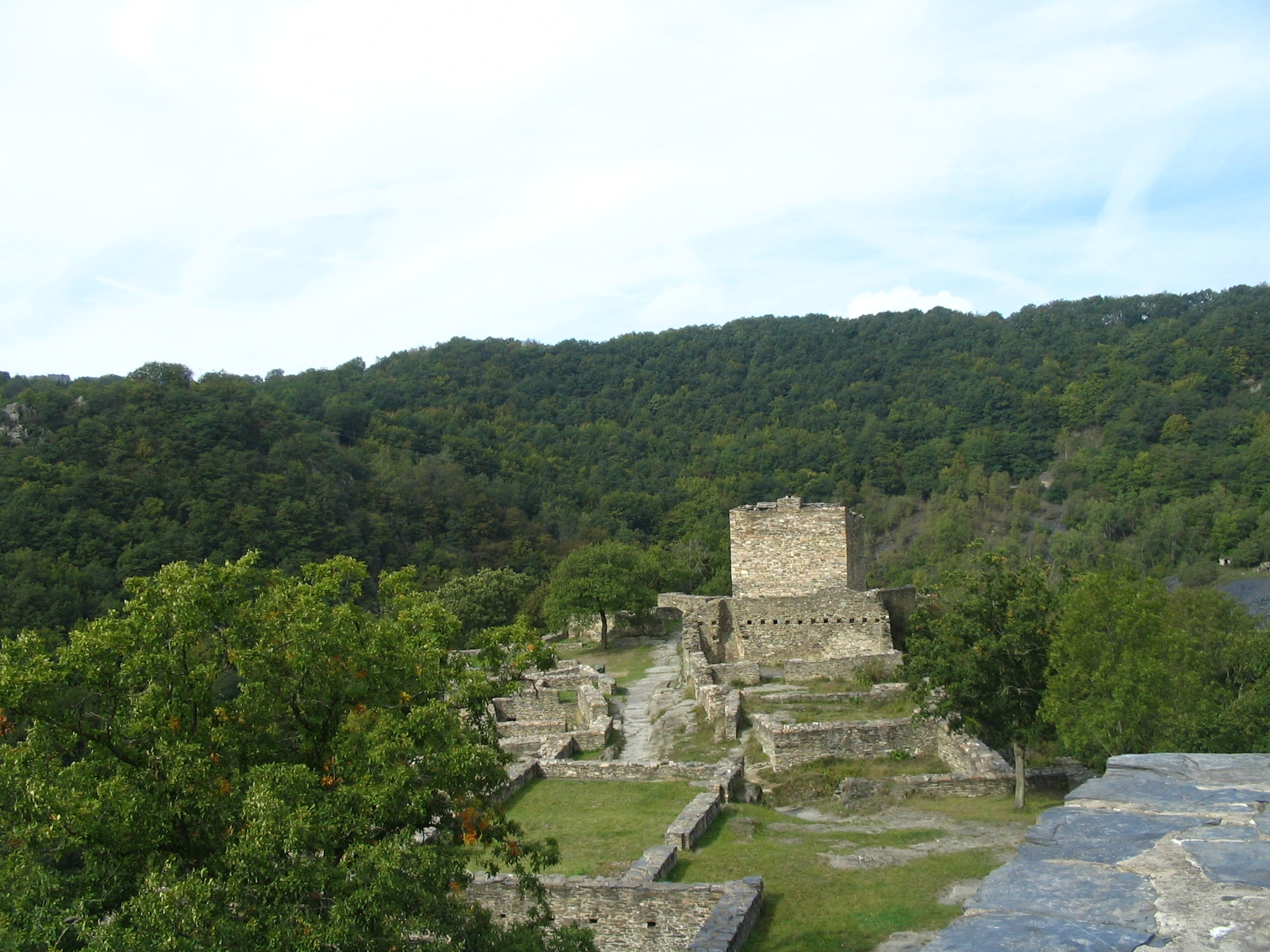
Die Unterburg der Schmidtburg im Hunsrück

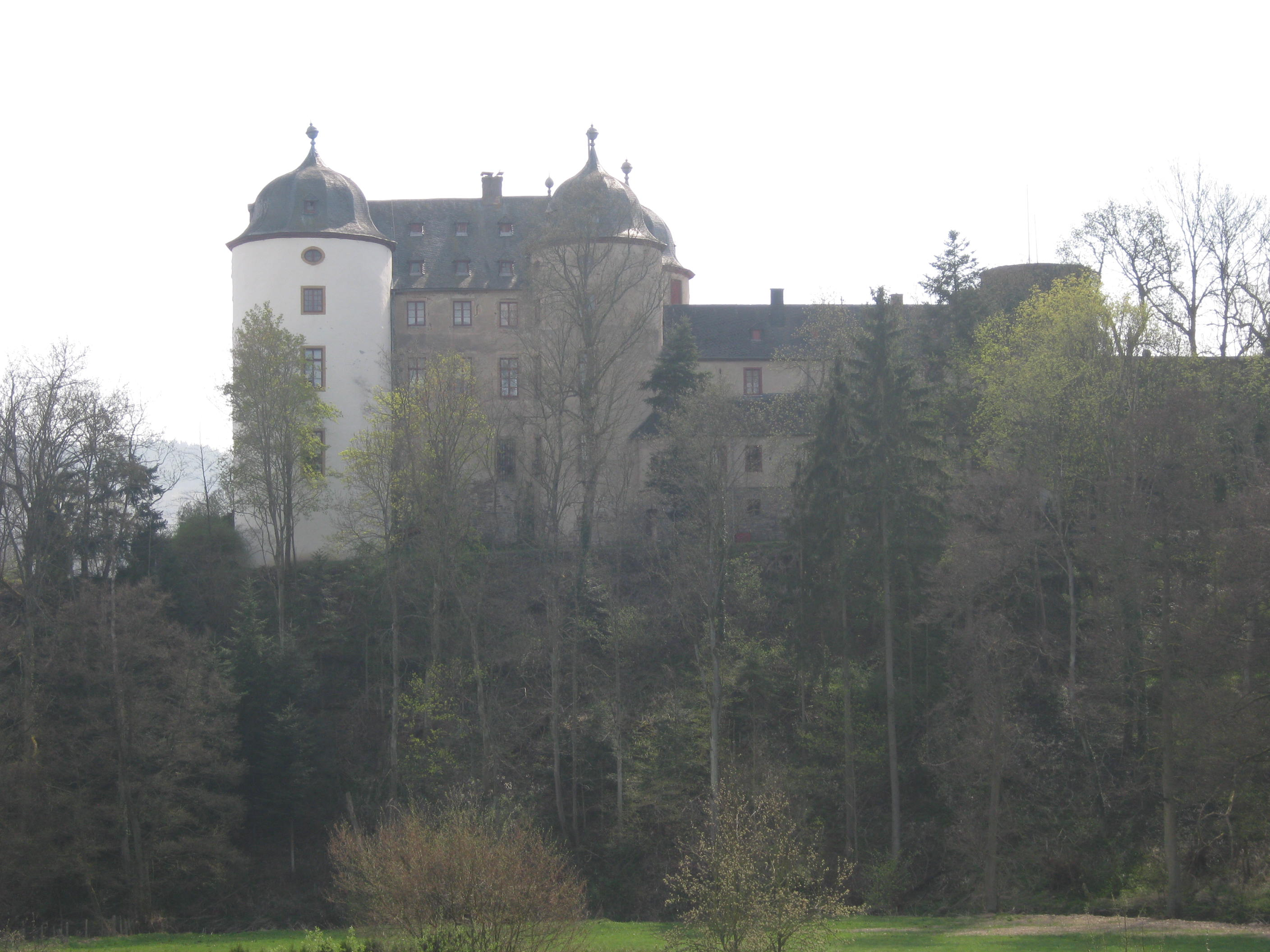
Schloss Gemünden im Hunsrück

Die Schenken von Schmittburg sind ein Zweig des Geschlechts von Schmidburg, das erstmals urkundlich mit 1263 mit Giselbert von Schmidburg auftrat, mit dem auch die Stammreihe begann. Sie saßen als Burgmänner der Wildgrafen auf der Schmidtburg, auf deren Unterburg sie sich die Nordwestecke zu einer weitgehend eigenständigen Anlage ausbauten. Schenken nannten sie sich nach dem kurtrierischen Hofamt des Mundschenks. Vermutlich erbten sie es 1355 durch Loretta von Oeren, die in zweiter Ehe Friedrich von Schmidburg (1336–1384) heiratete. Sie behielten das Amt des Erbschenken bis zum Ende des Alten Reiches. 
Insbesondere Nikolaus Schenk von Schmittburg (1500–1575) gelang es, den Besitz der Familie auf dem Hunsrück erheblich zu vergrößern. 1514 kauften sie Gemünden (mit Schloss Gemünden) von den Erben der Sponheimer. 1630 trat Nikolaus Schenk von Schmittburg (1585–1644) wieder zur katholischen Kirche über. Die Schenken von Schmittburg stellten sowohl weltliche Beamte – vor allem in der kurpfälzischen Verwaltung – als auch geistliche Würdenträger, gelangten aber nie zum Bischofsamt. 1658 wurden sie in den Freiherrenstand erhoben. 
Der 1712–1714 erbaute Schenck-Schmidtburger Hof in Koblenz, auf einem vom Kastorstift erworbenen Grundstück, war durch Maximilian von Welsch als prächtiges Barockpalais entworfen und vom Koblenzer Zimmermann Leopold Klimmer in deutlich vereinfachter und verkleinerter Form errichtet worden. Später gelangte es an die Familie Boos von Waldeck und wurde 1890 abgerissen.
Beim Aussterben des Adelsgeschlechtes von Koppenstein erbten sie 1768 als nächste Verwandte deren Hinterlassenschaft. 1822 starb Franz Joseph Ignaz Nepomuk Schenk von Schmittburg. Er hinterließ als einzigen Erben seine Tochter Anna Theresia (1784–1868), die in zweiter Ehe mit Anton Freiherrn von Salis-Soglio aus Graubünden verheiratet war, einen Hauptmann in österreichischen Diensten, der mit den Befreiungstruppen der Österreicher, Preußen und Russen ins Land gekommen war. Die Freiherren von Salis-Soglio traten so das Erbe der Schenk von Schmittburg an und besitzen das Schloss Gemünden bis heute.
Ein anderer Zweig der Familie von Schmidburg, die Braun von Schmidtburg, nannte sich nach einem Burgmann Bruno von der Schmidtburg, der wohl vor 1300 starb. Sie erbte im 16. Jahrhundert die Herrschaft Dudeldorf, in der die Äbtissin von St. Irminen in Trier Grundherrin war. Die Familie besaß u. a. auch das Gut Horhusen im sauerländischen Marsberg.

## Personen
- Geiselbart Schenk von Schmittburg († 1576), deutscher Landkomtur in der Deutschordensballei Lothringen
- Lothar Braun von Schmidtburg (1602–1687), Landkomtur des Deutschen Ordens
- Maria Theresia Schenk von Schmidtburg, Herrin zu Bourscheid

## Besitzungen
- Burg Bourscheid
- Schloss Gemünden
- Schloss Holsthum

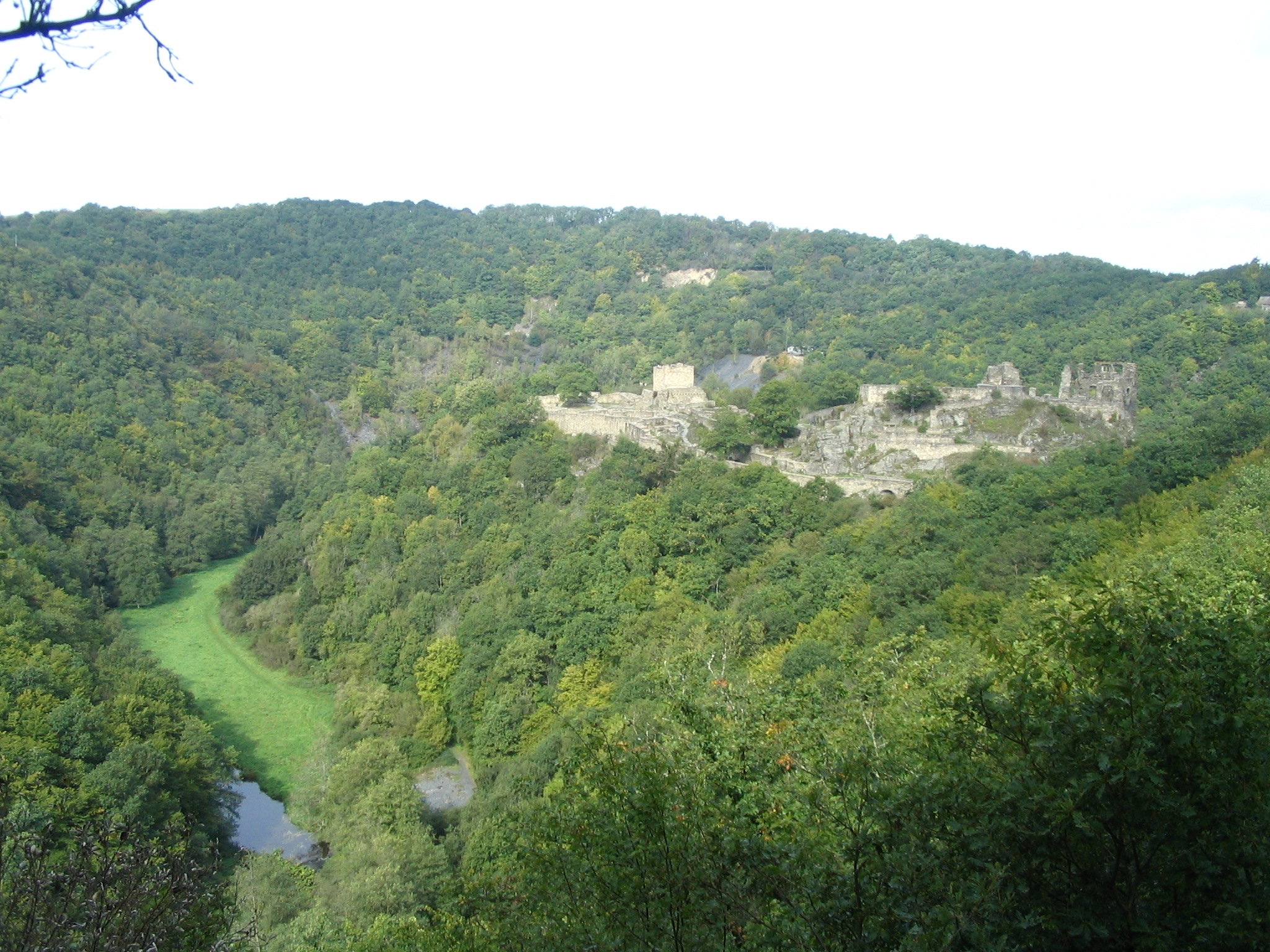
Schmidtburg
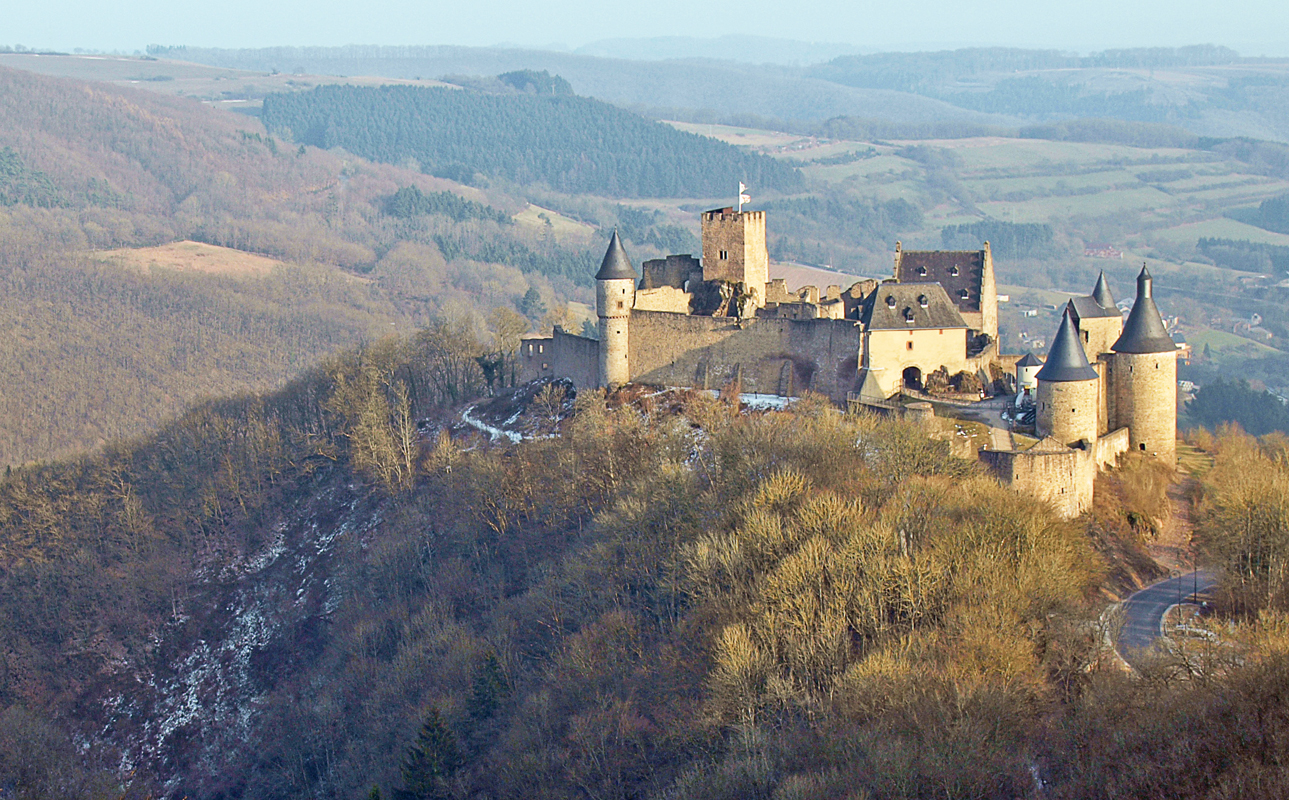
Burg Zievel
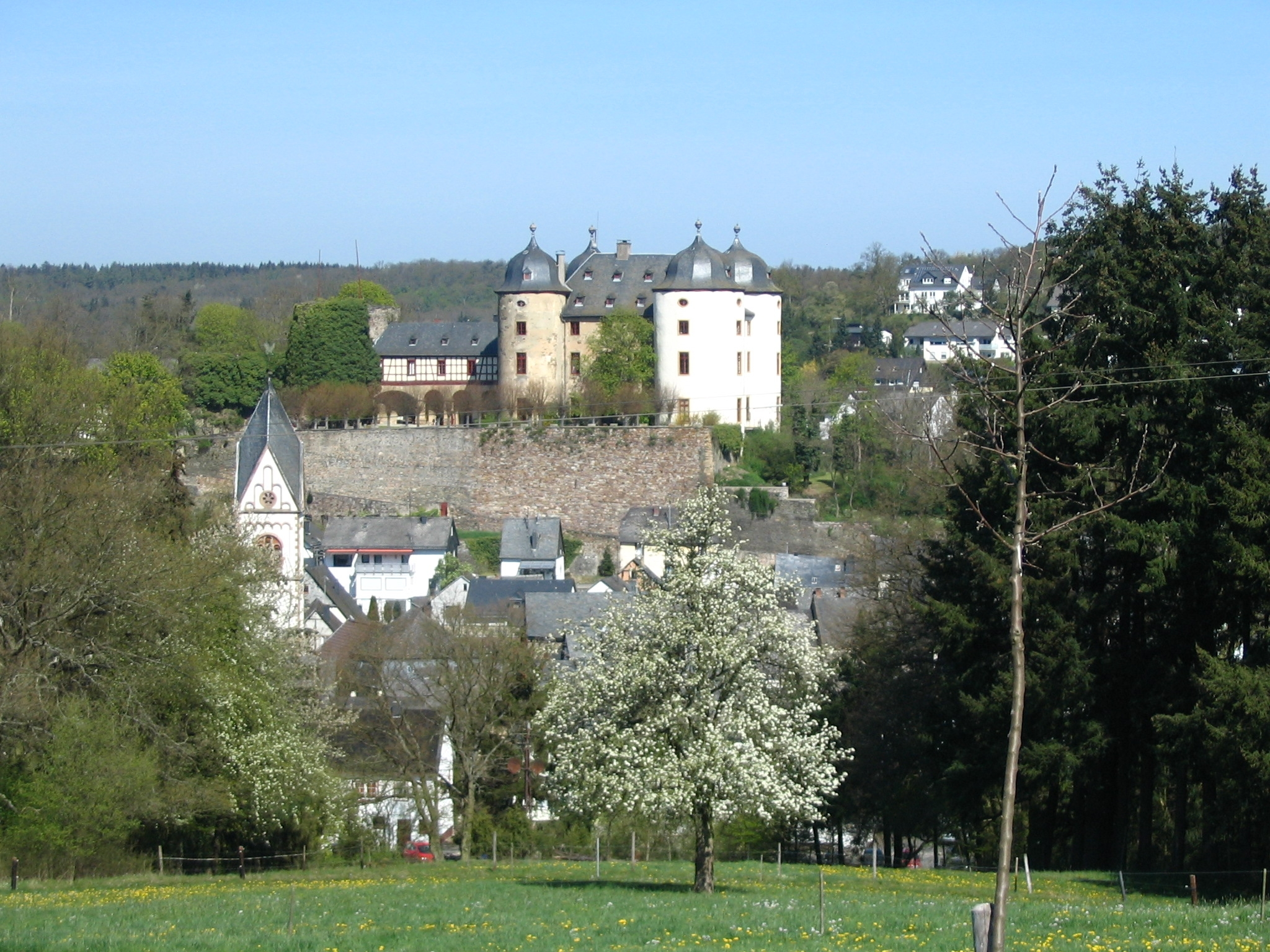
Schloss Gemünden im Hunsrück
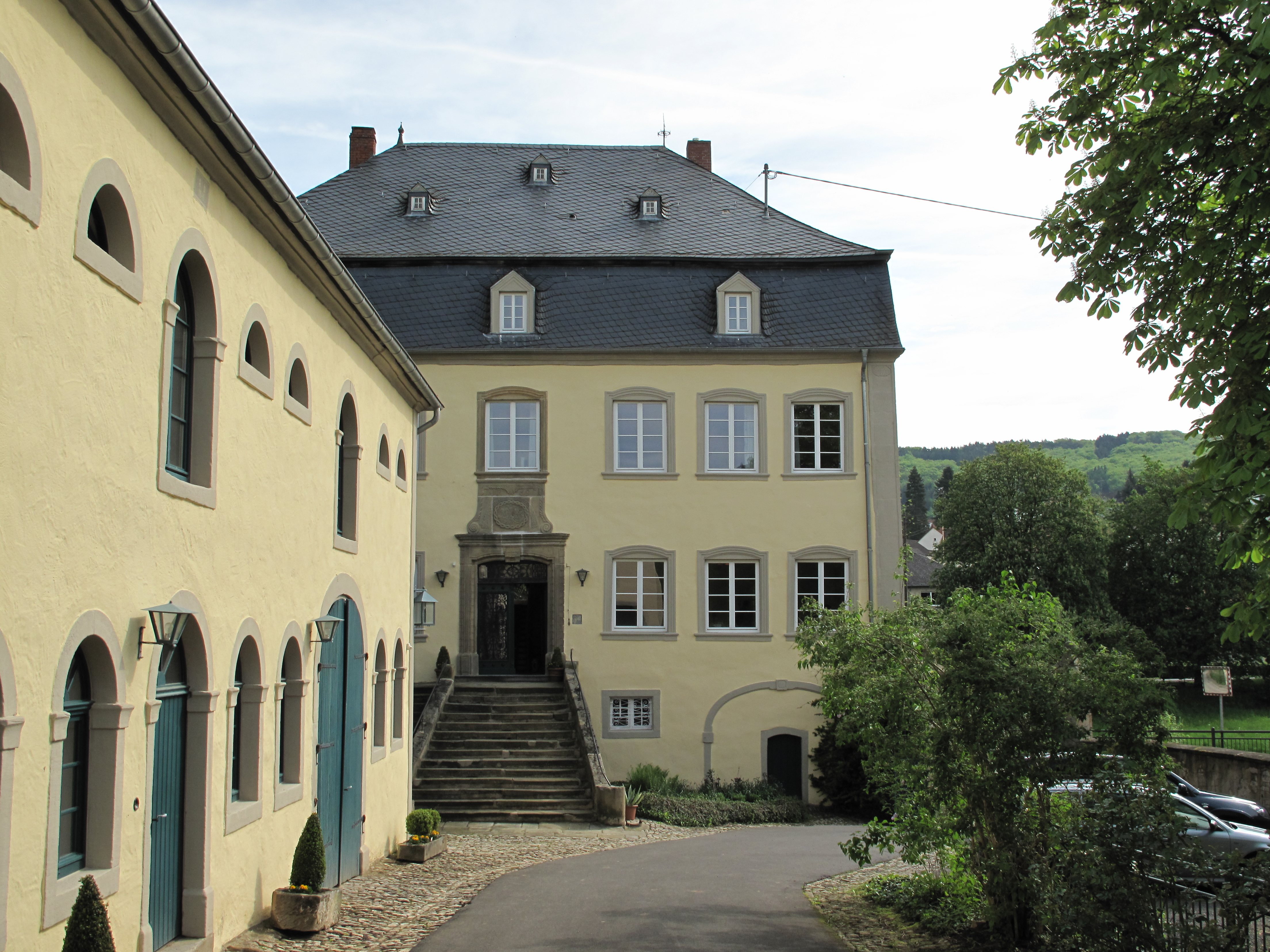
Schloss Holsthum
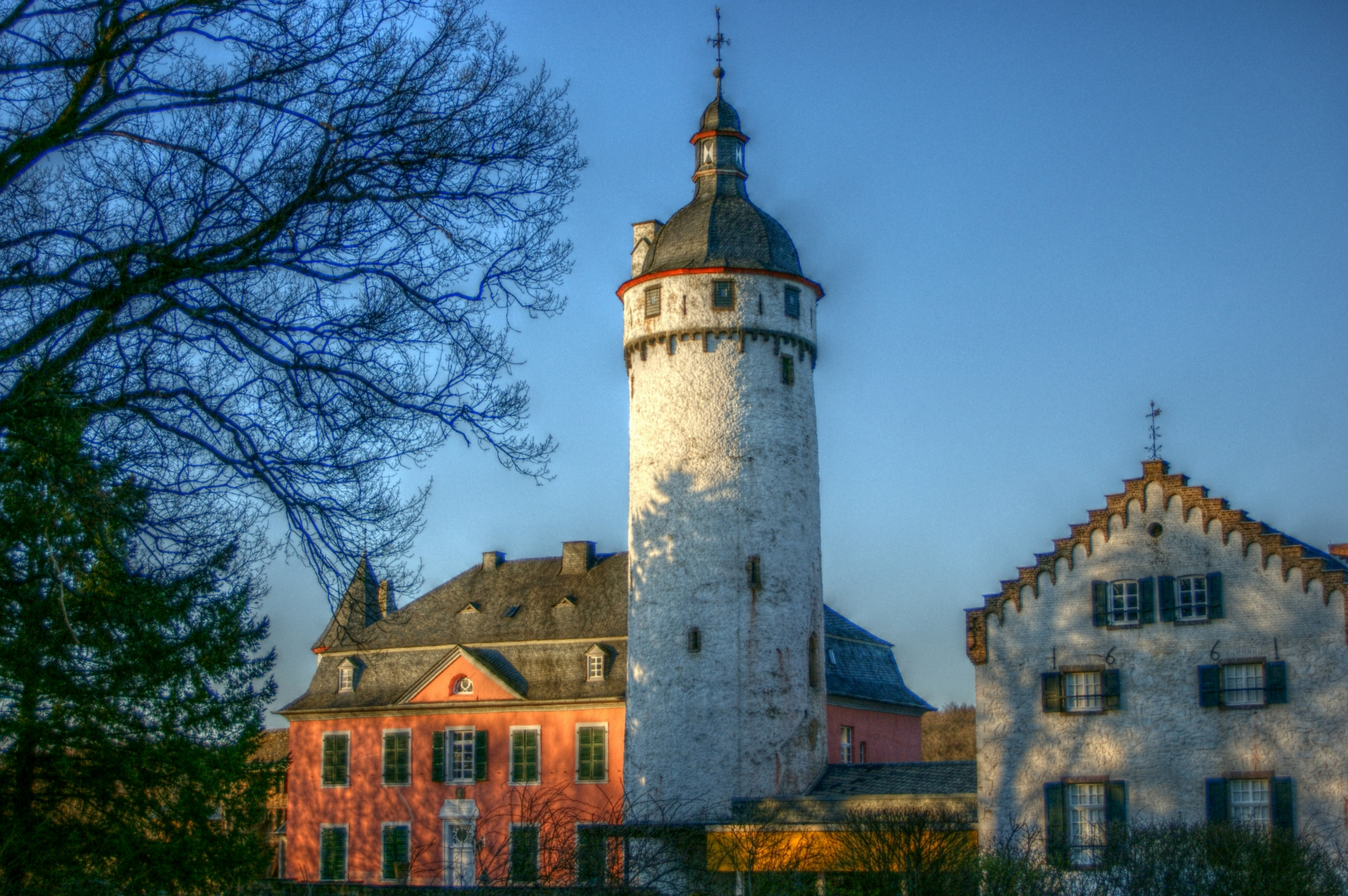
Burg Zievel

- Schmidtburg
- Burg Bourscheid
- Schloss Gemünden im Hunsrück
- Schloss Holsthum
- Burg Zievel

## Wappen

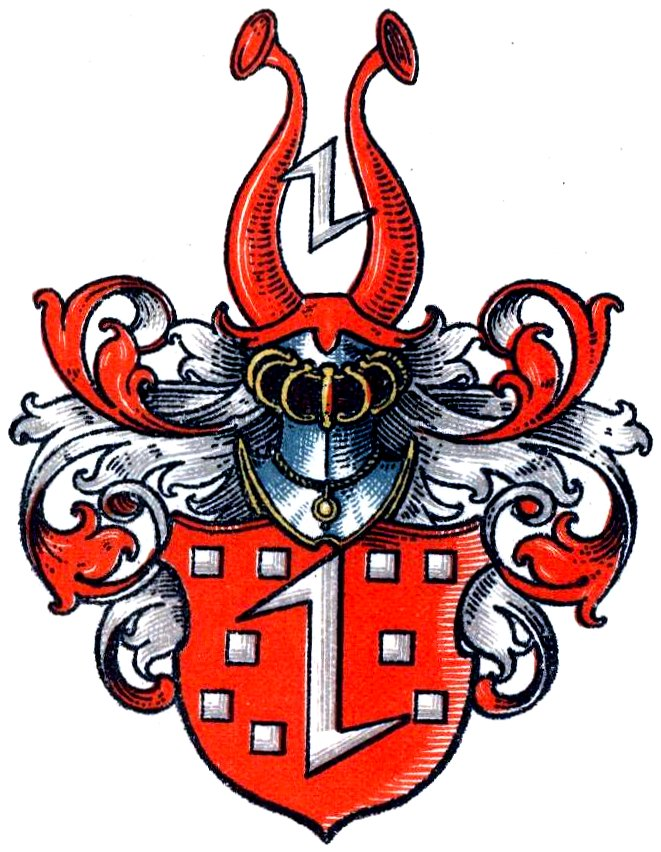
Wappen der Braun von Schmidtburg

Wie die Familien von Bollenbach, Heinzenberg, Hollenfels, Sitters, Waldeck führen die Schenken von Schmittburg im schwarzen Schild eine rautenförmige, auf einer Spitze stehende, mit Edelsteinen geschmückte silberne Schwertschnalle (Rink), der Dorn rechtsgekehrt. Auf dem Helm mit schwarz-silbernen Decken ein flacher, schwarzer Turnierhut, dessen silberner Stulp bei den Schenk von Schmittburg mit sechs schwarzen Hahnenfedern besteckt ist und aus dem bei den Freiherrn von Schmidburg an Stelle der Federn ein Lorbeerbaum wächst.
Die Braun von Schmidtburg führen wie die Familien Bene, Kindel und Lambert von Schmidtburg sowie Metzenhausen, Steeg, Waldhase von Daun, Bove von Ulmen und Soetern eine silberne Wolfsangel in einem mit neun Steinen besetzten roten Feld.